# Brád

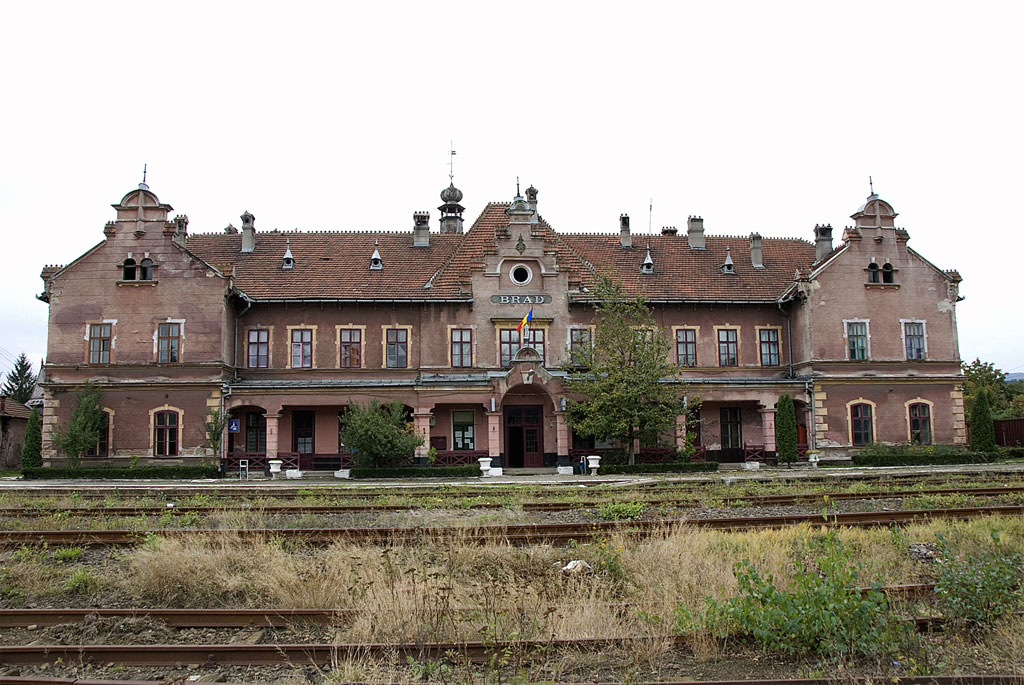
Az 1890-ben épült brádi vasútállomás

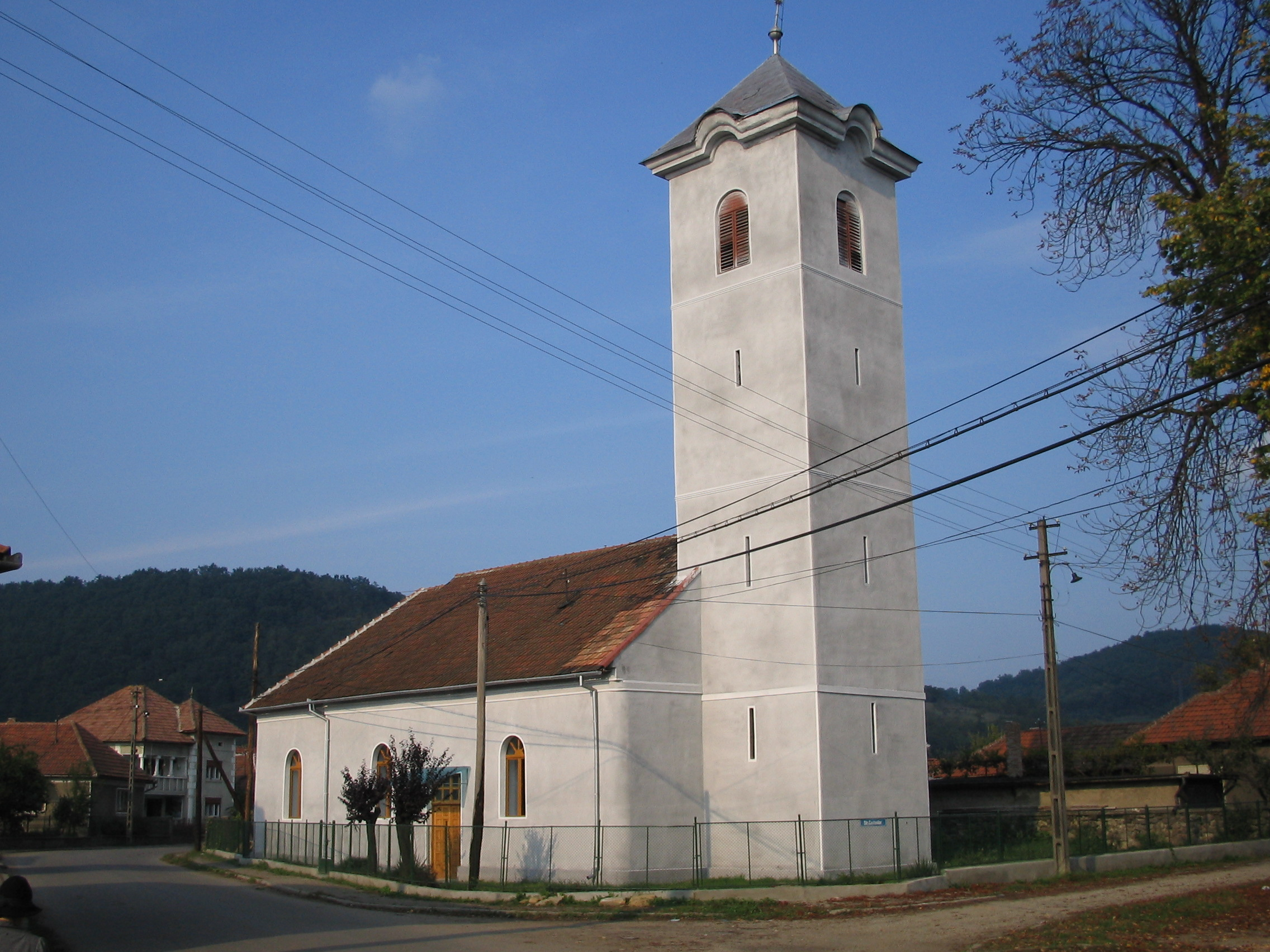
A 2005-ben felújított brádi református templom

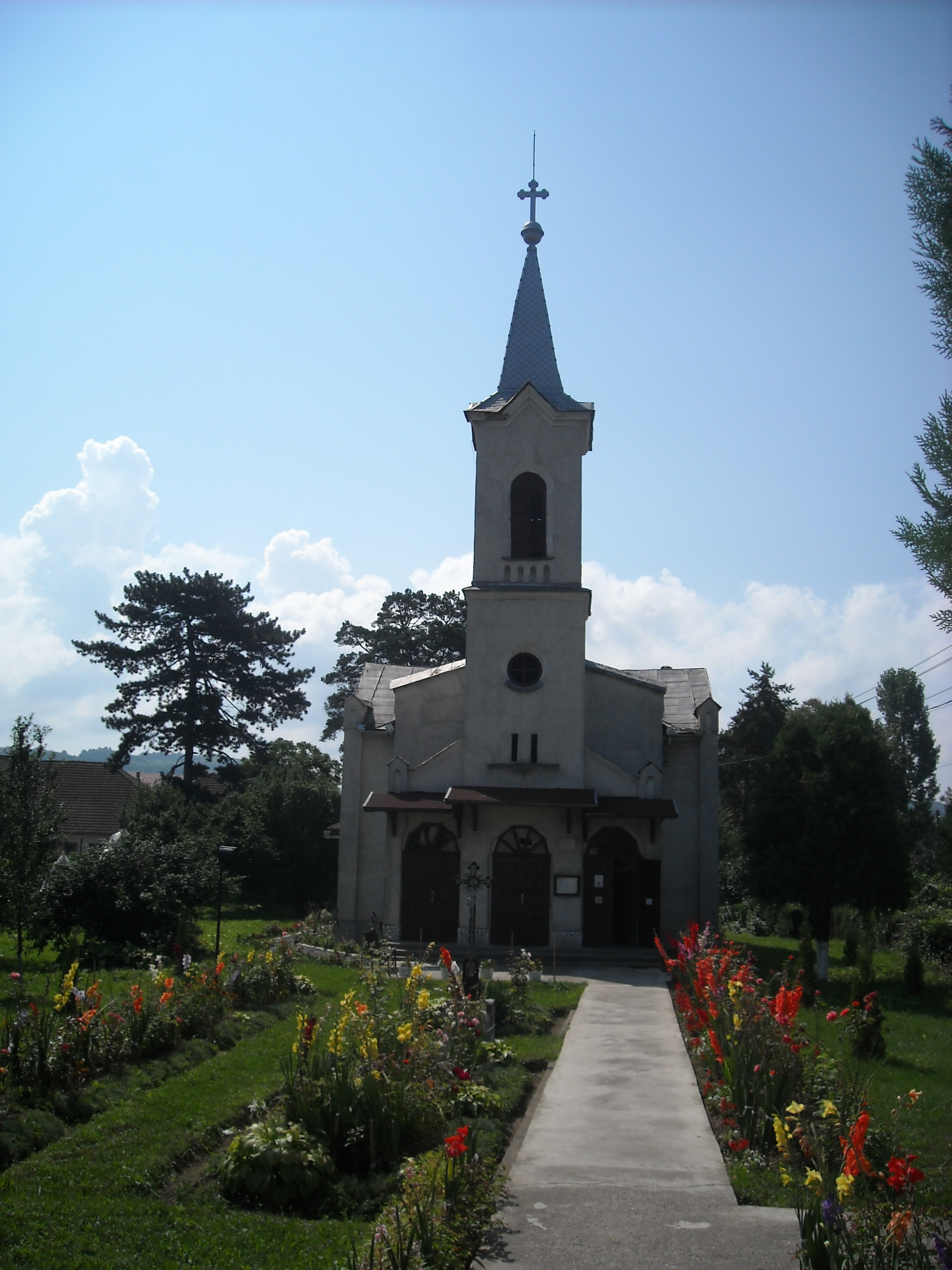
A római katolikus templom

Brád (románul Brad) municípium Romániában, Erdélyben, Hunyad megyében.

## Földrajz
Az Erdélyi-érchegységben, a Fehér-Körös partján, Dévától 32 km-re északnyugatra, egy medencében fekszik. 450-500 méteres tengerszint feletti magasságú hegyek veszik körbe.

## Nevének eredete
Neve a „fenyő” jelentésű román brad szóból való. Először 1585-ben, Brad néven említették.

## Története
A Muncelu-Brad nevű helyen római urnás temetőt tártak fel, amelyet valószínűleg illíriai, aranybányászattal foglalkozó telepesek használtak. Római kori aranybányászata a középkorban feledésbe merült.
1702-ben kapta szabadalmát éves nagyvásár és hetivásár tartására. 1703. szeptember 19-én itt győzte le az erdélyi kuruc sereg a Száva Mihály zarándi főispán által vezetett nemesi hadakat.
Bányáit a 18. században a Ribiczei család vette ismét művelés alá, később a Tholdalagi és a Zeyk család tulajdonába kerültek. Alkalmaztak itt egy, a későbbi bányavasút elődjének tekinthető, nyomkarikával ellátott fagörgőkön gördülő bányakocsitípust.
Református egyháza 1766-ban 64 férfit és 76 nőt számlált. A gyülekezet főként nemesekből állt, amire jellemző, hogy 1795-ben mind a tizenegy presbitere alá tudta írni a nevét. A helyi vásárok vámja a 18. században és a 19. század első felében a helyi és a ribicei egyházközséget illette.
A Horea–Cloșca-féle parasztfelkelés kezdetén, 1784. november 2-án a fellázadt parasztok Crişan vezetésével lerohanták Brádot és megöltek 14 nemest (köztük a szolgabírót) és a református lelkészt. 1786-ban 1499 lakosából 60% volt jobbágy, 24% zsellér, 6% nemes és hat pap.
Egy 1837-es látogató csúnya, kicsiny falunak írta le, egy kis bolttal, sóárudával, nemesi udvarházakkal, érczúzókkal és egy fűrészmalommal. Az 1840-es években aranybeváltó hivatal működött benne, évi öt marhavásár, csütörtökönként pedig forgalmas hetivásárok színhelye volt. 1843-ban Zaránd vármegye felekezetektől független iskolát indított, egy magyar és egy román tanítóval.
1848. november 7-én vonult be az addig a felkelők által uralt városba Gál László őrnagy. Kiszabadította az itt fogva tartott magyarokat és tizenhárom lakost kivégeztetett. 1849. január–februárban ismét Ioan Buteanu tartotta ellenőrzése alatt. Március 18-án Csutak Kálmán elfoglalta, április 9-én visszaverte Buteanu támadását és 16-án ide helyezte át főhadiszállását. 18-ig ugyanide vonultak be Hatvani Imre századai. Tőlük függetlenül érkezett a városba Ioan Dragoș, aki másnap innen írt levelet Avram Iancunak és Buteanunak. Április 22-én itt szentelték fel a Hatvani-féle szabadcsapat zászlaját, és esküjük szövegébe már bevették a magyar köztársaságot is. 29-én Bánffy János leváltotta Csutakot és Hatvanit nevezte ki a zarándi dandár élére. Egyben a dandár főerejét jelentő 27. honvédzászlóaljat Freidorfra vezényelte. Május 2-án érkezett vissza Dragoș Debrecenből, ahová Iancu válaszát kézbesítette. 3-án Bihari Márton rudai bányaigazgató felkereste Hatvanit és óva intette Abrudbánya megtámadásától, mert biztos értesülése szerint ez esetben Iancu elpusztítaná a város magyarságát. Május 6-án Hatvani ezer fővel (akik felének nem volt lőfegyvere) innen indult először Abrudbánya ellen és 10-én ugyanide tért vissza expedíciójából. Másodszor 15-én hajnalban, szerény erősítéssel (főként a 12-én érkezett két német légiós századdal) indult újra Abrudbányára és 19-én érkezett vissza. Közben 15-én délben ideérkezett Inczédy László ezredes, a dandár új parancsnoka, és Hatvani segítségére indult, de Balsánál a felkelők visszaverték. 19-én Kovách Ágoston kormánybiztos és Ribitzei Ferenc alispán a túlerő miatt elhatározták Zaránd megye föladását. 20-án a bevonuló felkelők részben felgyújtották. Júniusban a visszatérő honvédcsapatok 31 főt kivégeztek. Az 1858-ban idelátogató Jókai Mór így írt róla: “Én nem tudom, talán a mondák emléke okozta azt, de illyen szomorú falut én sohasem láttam; ollyan elhagyatott minden...”
1869-ben a zaránd–nagyhalmágyi ortodox esperesi kerület kilencvenkét Zaránd vármegyei falu adományaiból, Ioan Pipoș főispán és a zarándi román közigazgatás közreműködésével felállította a román tannyelvű brádi ortodox algimnáziumot. Eredetileg nyolc osztályos gimnáziumnak tervezték, de csak az elsőtől a negyedik osztályig sikerült kiépíteniük. Tanári kara az 1886/87-es tanévben mindössze négy, az 1891/92-es tanévben hat főből állt. Diákjainak túlnyomó többsége a 20. század elején is a volt zarándi területekről származott.
1876-ban, Zaránd vármegye felszámolása után lett Hunyad megye egyik járásának székhelye. A környék nemesfémbányászatának fellendülésével az 1890-es évektől megnőtt a jelentősége. 1896-ban lett az Arad–Csanádi Vasút végállomása. Az Aradról érkezett Róth Ferenc 1903-ban felállította az első nyomdát, és megindította a Zaránd című hetilapot. Az állami tanfelügyelő 1908-ban magyar tannyelvű polgári fiúiskolát szervezett benne. 1911-ben alakult meg római katolikus plébániája.
1927-ben kapott városi rangot. 1930-ban községgé minősítették vissza, majd 1941-től immár véglegesen város, 1995-től pedig municípium. A szocializmus idején foglalkoztatott több ezer bányász azonban az 1990-es évek elején elveszítette munkáját.
1910-ben 4272 lakosából 3108 román, 922 magyar, 130 főként cigány, 80 német és 32 szlovák anyanyelvű; 3164 ortodox, 509 római katolikus, 263 református, 180 zsidó, 87 görögkatolikus és 45 evangélikus vallású volt.
A város 1995-ben kapott municípiumi rangot.
2002-ben 14 036 főből 13 588 volt román, 216 magyar és 153 cigány nemzetiségű; 13 231 ortodox, 242 római katolikus és 145 pünkösdista vallású.

## Érdekességek
- Brád elsősorban történeti aranybányászatáról nevezetes, az Aranynégyszög (Brád, Nagyág, Offenbánya, Zalatna) egyik csúcspontja. A 2009-ben éppen felújítás alatt álló Aranymúzeum az Erdélyi-érchegységből származó példányok segítségével az arany természetes előfordulási formáit, bányászatának és feldolgozásának folyamatát mutatja be.
- Néprajzi múzeum (1987-ben alapították).
- Az Avram Iancu Főgimnázium (a volt ortodox gimnázium) 1914–16-ból való épülete Ioan Duşoi brassói építész tervei szerint épült.[13]
- A vasútállomás műemlék épülete (1890).

## Híres emberek
- Itt született 1857. december 24-én Pataky László festő.
- Itt született 1866. szeptember 20-án Söpkéz Sándor gépészmérnök, a Műegyetem rektora.
- Itt született 1931. augusztus 21-én Seres-Sturm Lajos anatómus.
- Itt született 1936. január 16-án Weszely Tibor tudománytörténész.
- Itt született 1936. szeptember 14-én Ileana Stana-Ionescu színésznő.
- Itt született 1941. március 10-én Teodor Meleșcanu politikus, volt külügy-, majd honvédelmi miniszter.
- Itt született 1986-ban Valentin Trifescu román történész és művészettörténész.
- Itt szolgált református lelkészként Berde Sándor, Berde Mária írónő bátyja. (Apjuk, Berde Sándor a nagyenyedi kollégium tanára volt és korán elhalt.[14])

## Gazdasága
- Arany-, ezüst-, színesfém- és féldrágakő-bányászat, arany- és ezüstflotálás, színesfémkohó.
- Erdészet, fafeldolgozás, állattenyésztés.

## Képek

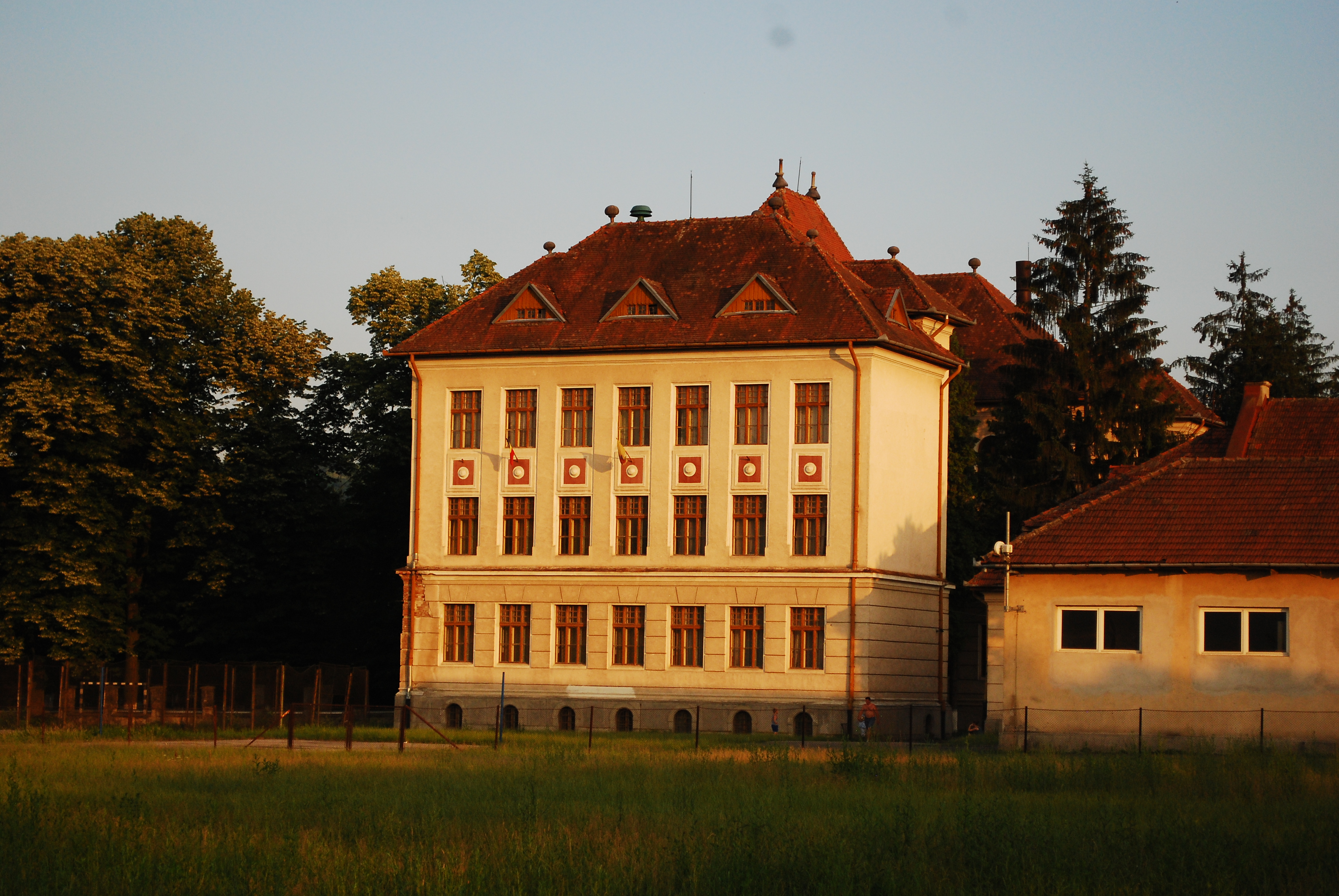
Az Avram Iancu Főgimnázium (a volt ortodox gimnázium)
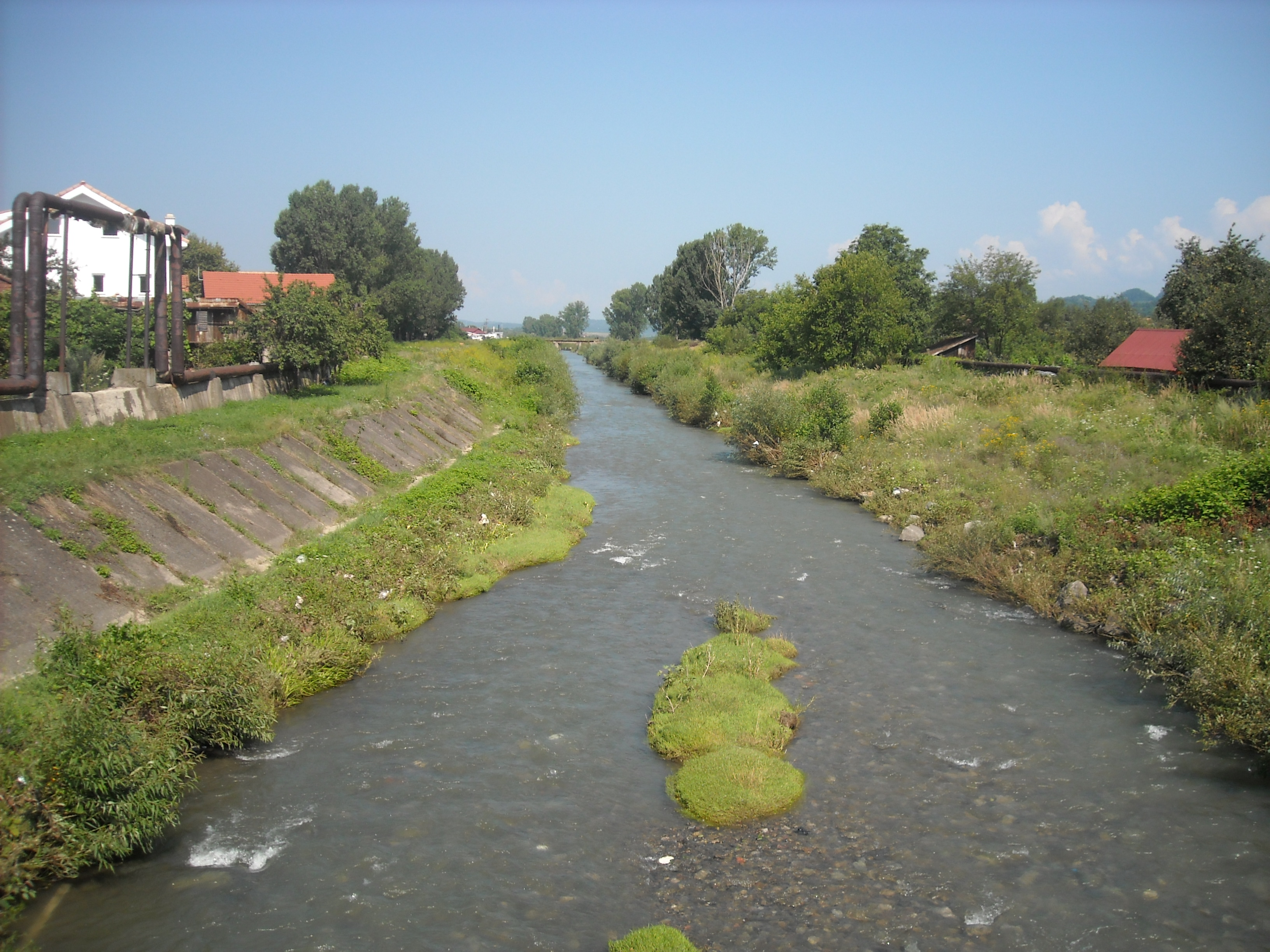
A Fehér-Körös Brádnál
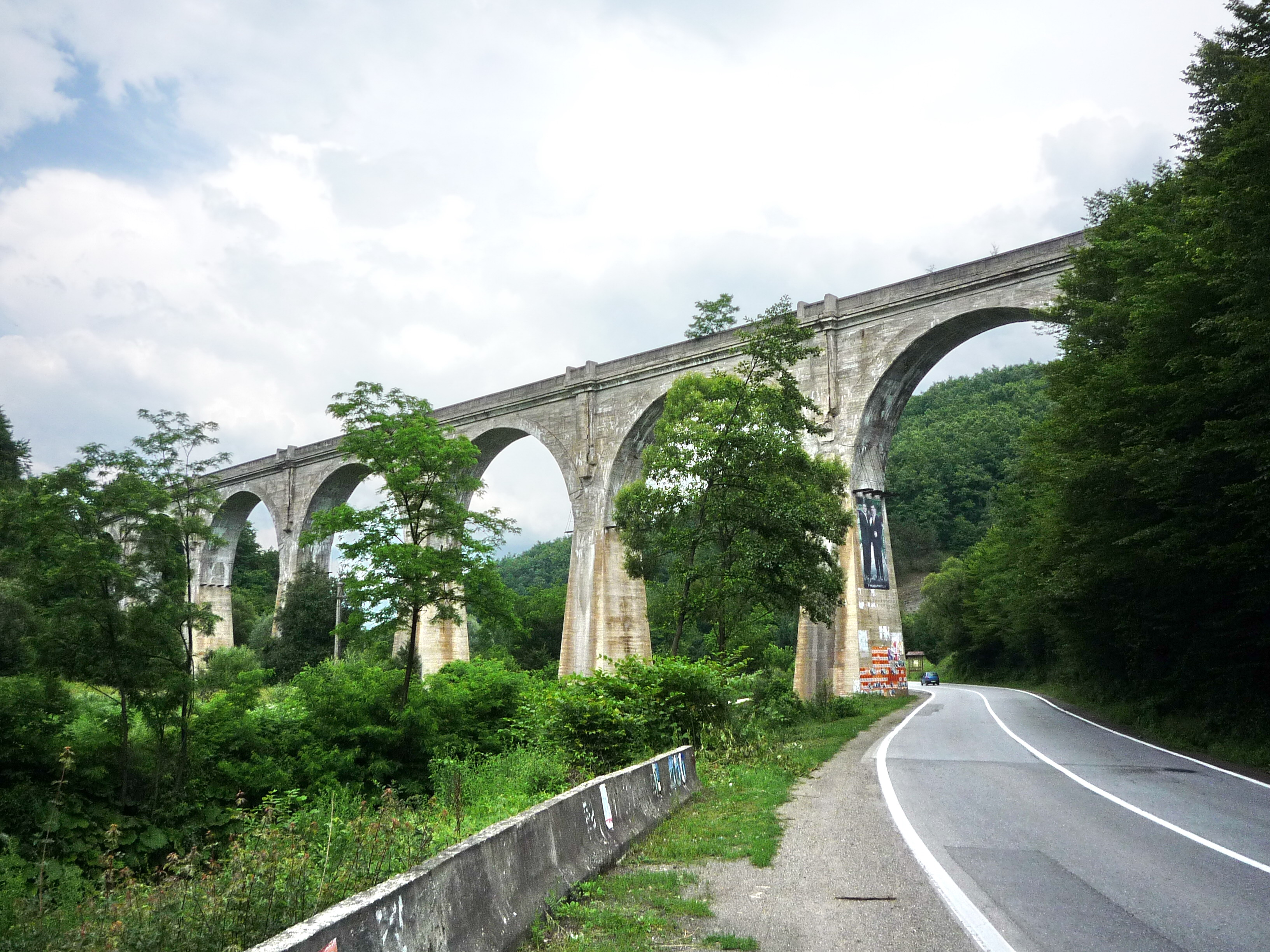
Viadukt Brád mellett
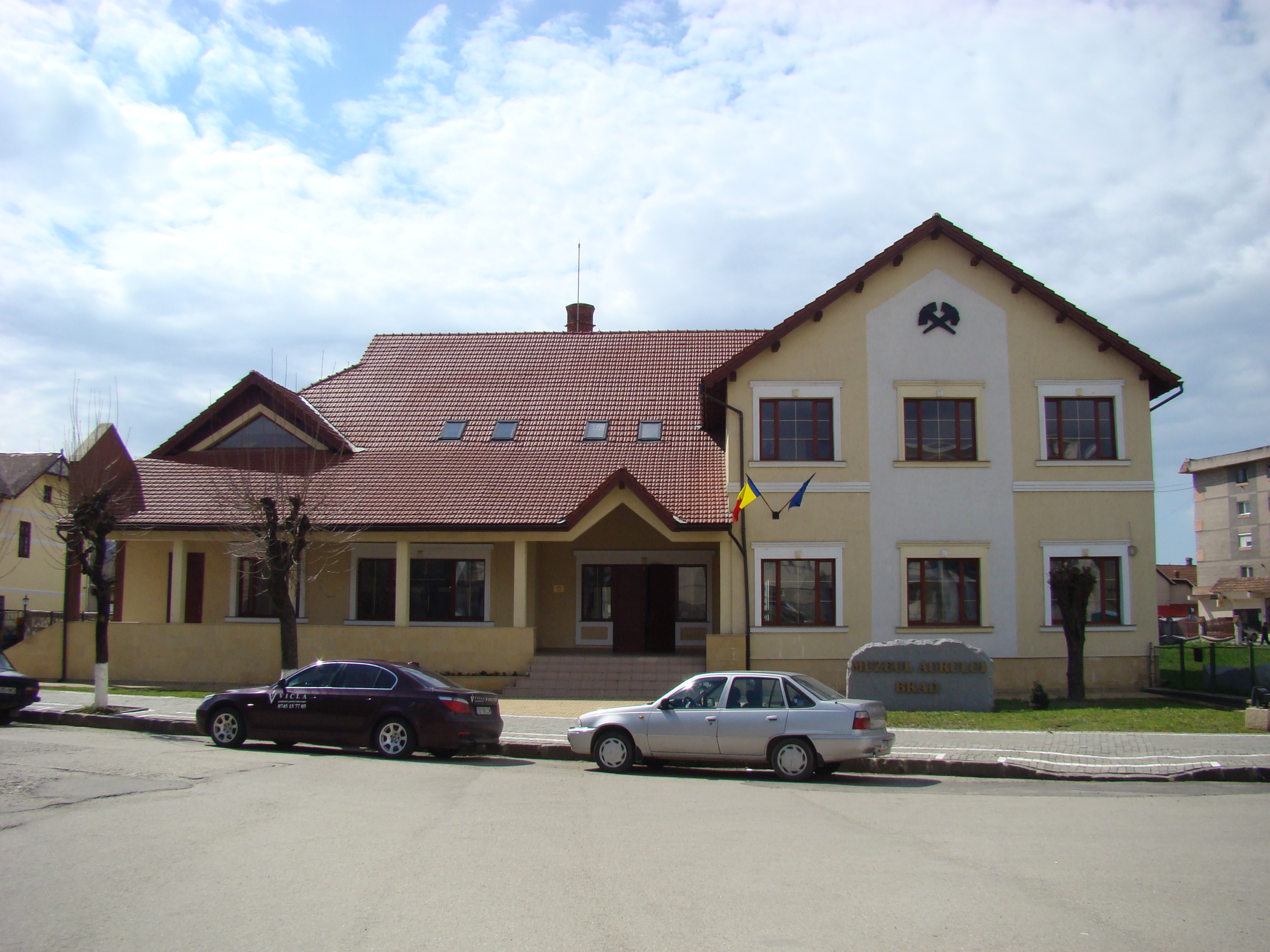
Aranymúzeum